# 굿바이 미스터 칩스 (1969년 영화)
《굿바이 미스터 칩스》(Goodbye, Mr. Chips)는 미국에서 제작된 허버트 로스 감독의 1969년 드라마, 가족 영화이다. 조지 베이커 등이 주연으로 출연하였고 아서 P. 제이콥스 등이 제작에 참여하였다.

## 출연

### 주연
- 조지 베이커
- 마이클 브라이언트
- 페툴라 클락

### 조연
- 앨리슨 렉가트
- 피터 오툴
- 시안 필립스
- 마이클 레드그레이브
- 제니 러너크리

## 기타
- 원작자: 제임스 힐턴
- 협력프로듀서: 모트 에이브러햄스
- 미술: 켄 애덤
- 의상: 줄리 해리스

## 같이 보기
- 굿바이 미스터 칩스 (1939년 영화)